# Bradysia signata
Bradysia signata är en tvåvingeart som först beskrevs av Johannes Winnertz 1867.  Bradysia signata ingår i släktet Bradysia, och familjen sorgmyggor. Arten är reproducerande i Sverige.